# ماجد سونکان
ماجد سونکان (انگلیسی: Macit Sonkan؛ زادهٔ ۱۹۵۳ (۷۱–۷۲ سال)) بازیگر اهل ترکیه است. وی از سال ۱۹۷۸ میلادی تاکنون مشغول فعالیت بوده‌است.
از فیلم‌ها یا برنامه‌های تلویزیونی که وی در آن نقش داشته‌است می‌توان به هرجایی اشاره کرد.